# 瓦卢瓦
瓦卢瓦（法語：Valois，法語發音：[valwa]），又称瓦卢瓦地区（法語：Pays du Valois，[pe.i dy valwa]），是法国的一个传统地区，地处巴黎北部，位于今上法蘭西大區的瓦兹省和埃纳省。 

## 位置
瓦卢瓦对应瓦兹省的东南部，与埃纳省相接。 
瓦卢瓦的中心城镇最初是韦村（法語：Vez），之后自中世纪崛起至旧制度终结时为瓦卢瓦地区克雷皮。其他主要城镇为：米隆堡、维莱科特雷、桑利斯、贡比涅。 